# Războinicul (film din 2011)
Războinicul (original în engleză: Warrior) este un film dramatic de acțiune/sport din 2011, de producție americană, regizat de Gavin O'Connor, cu Tom Hardy și Joel Edgerton în rolurile principale. Povestea filmului e despre doi frați înstrăinați care intră într-un turneu de arte marțiale mixte, din motive diferite, și ajung să lupte unul contra celuilalt. Nick Nolte, care în film joacă rolul tatălui celor doi, a fost nominalizat la Premiul Oscar pentru cel mai bun actor în rol secundar. 

## Distribuție
- Tom Hardy în rolul lui Tommy Riordan Conlon
- Joel Edgerton în rolul lui Brendan Conlon
- Nick Nolte în rolul lui Paddy Conlon, tatăl lui Brendan și Tommy
- Jennifer Morrison în rolul lui Tess Conlon
- Frank Grillo în rolul lui Frank Campana
- Kevin Dunn în rolul lui Joe Zito
- Vanessa Martinez în rolul lui Pilar Fernandez
- Noah Emmerich în rolul lui Dan Taylor
- Denzel Whitaker în rolul lui Stephon
- Maximiliano Hernández în rolul lui Colt Boyd
- Fernando Chien în rolul lui Fenroy
- Kurt Angle în rolul lui Koba
- Erik Apple în rolul lui Pete "Mad Dog" Grimes
- Nate Marquardt în rolul lui Karl "The Dane" Kruller
- Anthony Johnson în rolul lui Orlando "Midnight" Le
- Roan Carneiro în rolul lui Marcos Santos
- Gavin O'Connor în rolul lui J.J. Riley (necreditat)
- Dan "Punkass" Caldwell în rolul propriei persoane
- Timothy "Skyskrape" Katz în rolul propriei persoane
- Bryan Callen în rolul propriei persoane
- Sam Sheridan în rolul propriei persoane
- Josh Rosenthal în rolul propriei persoane

## Coloana sonoră
Warrior: Original Score este albumul coloanei sonore a filmului, compus și produs de Mark Isham. A fost lansat de Lakeshore Records pe 13 septembrie 2011. 

### Lista pieselor
1. "Listen to the Beethoven"
2. "Paddy & Tommy"
3. "Sparta – Night One"
4. "I Can't Watch You Fight"
5. "Koba"
6. "Hero"
7. "Brendan & Tess"
8. "The Devil You Know"
9. "Stop the Ship (Relapse)"
10. "Warrior"
11. "Brendan & Tommy"
12. "About Today" (interpretat de The National)
13. "Start a War" (interpretat de The National)